# Тимелія-темнодзьоб вохриста
Тиме́лія-темнодзьо́б вохриста (Stachyris nigriceps) — вид горобцеподібних птахів родини тимелієвих (Timaliidae). Мешкає в Гімалаях і Південно-Східній Азії. Виділяють низку підвидів.

## Опис

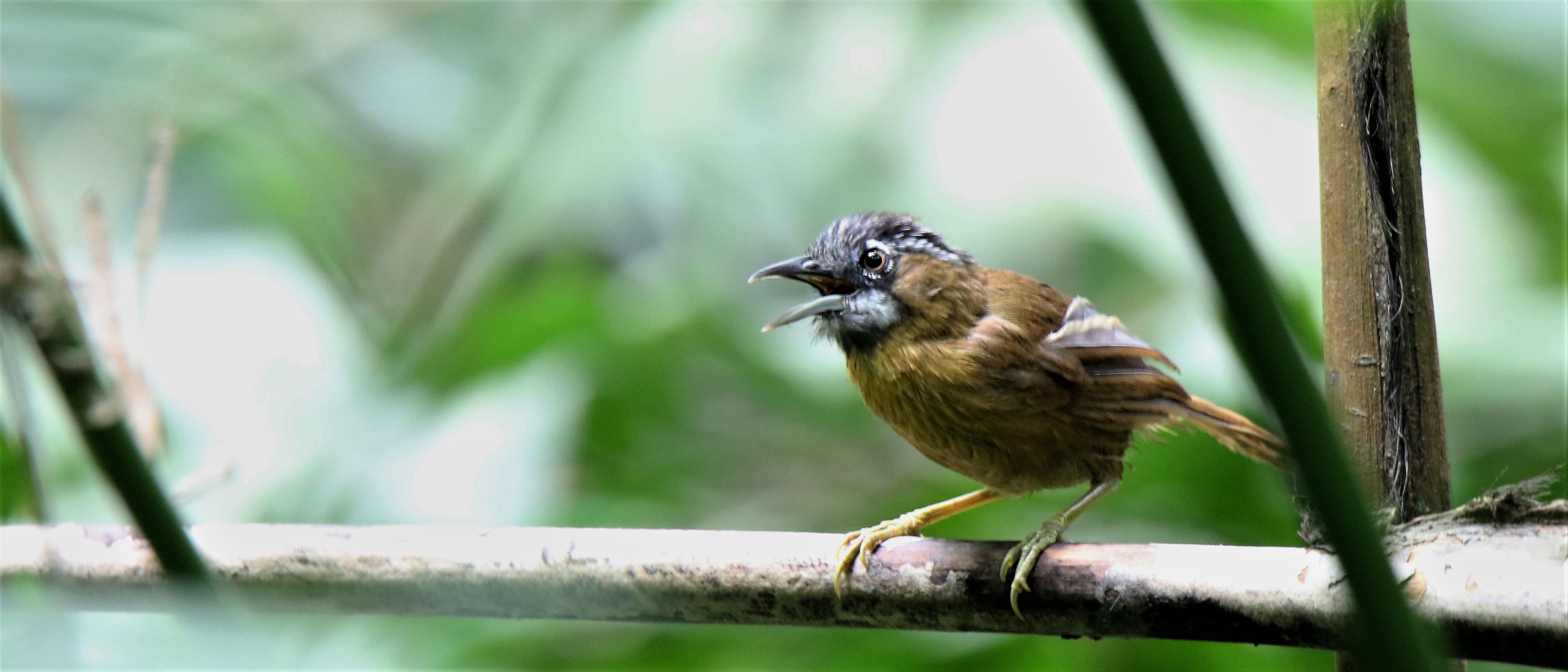
Вохриста тимелія-темнодзьоб

Довжина птаха становить 12 см. Верхня частина тіла коричнева, нижня частина тіла охристо-коричнева. Голова чорнувата, поцяткована білими смужками. Над очима білі брови, горло сірувате або чорно-біле. Представники різних підвидів різняться за відтінком нижньої частини тіла і візерунком на горлі.

## Підвиди
Виділяють дванадцять підвидів:
- S. n. nigriceps Blyth, 1844 — центральні і східні Гімалаї;
- S. n. coltarti Harington, 1913 — Північно-Східна Індія, північна М'янма і західний Юньнань;
- S. n. spadix Ripley, 1948 — східний і південний Ассам (на південь від Брахмапутри), схід Бангладеш, південна і південно-східна М'янма, північно-західний і західний Таїланд;
- S. n. yunnanensis La Touche, 1921 — східна М'янма, північний Таїланд, південний Китай, північний і центральний Індокитай;
- S. n. rileyi Chasen, 1936 — південний Індокитай;
- S. n. dipora Oberholser, 1922 — північ і центр Малайського півострова (перешийок Кра);
- S. n. davisoni Sharpe, 1892 — південь Малайського півострова;
- S. n. larvata (Bonaparte, 1850) — Суматра і острови Лінґґа[de];
- S. n. natunensis Hartert, E, 1894 — північні острови Натуна[en];
- S. n. tionis Robinson & Kloss, 1927 — острів Тіоман[en];
- S. n. hartleyi Chasen, 1935 — північно-західний Саравак (північний захід Калімантану);
- S. n. borneensis Sharpe, 1887 — Калімантан (за винятком північного заходу).

## Поширення і екологія
Вохристі тимелії-темнодзьоби живуть у рівнинних і гірських вологих тропічних лісах, в чагарникових заростях і на плантаціях. Живляться переважно комахами, а також ягодами і нектаром. Сезон розмноження триває з лютого по серпень, на Калімантані з грудня по серпень.